# Arrondissement de Confolens
L'arrondissement de Confolens est une division administrative française, située dans le département de la Charente et la région Nouvelle-Aquitaine.
C'est par sa superficie l'arrondissement le plus étendu de la Charente, occupant même le troisième rang dans la région Nouvelle-Aquitaine, mais il en est le moins peuplé du département.
La sous-préfète est Isabelle Rioux depuis janvier 2020.

## Composition

### Composition avant 2015

L'arrondissement de Confolens de 2008 à 2015

Depuis la refonte de la carte administrative de la Charente au 1er janvier 2008, dix cantons composent l'arrondissement de Confolens. 
Liste des cantons (selon l'ordre alphabétique) :
- Canton d'Aigre
- Canton de Chabanais
- Canton de Champagne-Mouton
- Canton de Confolens-Nord
- Canton de Confolens-Sud
- Canton de Mansle
- Canton de Montembœuf
- Canton de Ruffec
- Canton de Saint-Claud
- Canton de Villefagnan

### Découpage communal depuis 2015
Depuis 2015, le nombre de communes des arrondissements varie chaque année soit du fait du redécoupage cantonal de 2014 qui a conduit à l'ajustement de périmètres de certains arrondissements, soit à la suite de la création de communes nouvelles. Le nombre de communes de l'arrondissement de Confolens est ainsi de 139 en 2015, 138 en 2016, 150 en 2017 et 141 en 2019, 140 en 2023.
Au 1er janvier 2024, l'arrondissement groupe les 140 communes suivantes :
1. Abzac
2. Les Adjots
3. Aigre
4. Alloue
5. Ambérac
6. Ambernac
7. Anais
8. Ansac-sur-Vienne
9. Aunac-sur-Charente
10. Aussac-Vadalle
11. Barbezières
12. Barro
13. Beaulieu-sur-Sonnette
14. Benest
15. Bernac
16. Bessé
17. Bioussac
18. Le Bouchage
19. Brettes
20. Brigueuil
21. Brillac
22. Cellefrouin
23. Cellettes
24. Chabanais
25. Chabrac
26. Champagne-Mouton
27. La Chapelle
28. Charmé
29. Chasseneuil-sur-Bonnieure
30. Chassenon
31. Chassiecq
32. Chenon
33. Cherves-Châtelars
34. La Chèvrerie
35. Chirac
36. Condac
37. Confolens
38. Coulonges
39. Courcôme
40. Couture
41. Ébréon
42. Empuré
43. Épenède
44. Esse
45. Étagnac
46. Exideuil-sur-Vienne
47. La Faye
48. Fontenille
49. La Forêt-de-Tessé
50. Fouqueure
51. Les Gours
52. Le Grand-Madieu
53. Hiesse
54. Juillé
55. Lésignac-Durand
56. Lessac
57. Lesterps
58. Lichères
59. Ligné
60. Le Lindois
61. Londigny
62. Longré
63. Lonnes
64. Lupsault
65. Lussac
66. Luxé
67. La Magdeleine
68. Maine-de-Boixe
69. Manot
70. Mansle-les-Fontaines
71. Massignac
72. Mazerolles
73. Montembœuf
74. Montignac-Charente
75. Montjean
76. Montrollet
77. Mouton
78. Moutonneau
79. Mouzon
80. Nanclars
81. Nanteuil-en-Vallée
82. Nieuil
83. Oradour
84. Oradour-Fanais
85. Paizay-Naudouin-Embourie
86. Parzac
87. Les Pins
88. Pleuville
89. Poursac
90. Pressignac
91. Puyréaux
92. Raix
93. Ranville-Breuillaud
94. Roussines
95. Ruffec
96. Saint-Amant-de-Boixe
97. Saint-Christophe
98. Saint-Ciers-sur-Bonnieure
99. Saint-Claud
100. Saint-Coutant
101. Saint-Fraigne
102. Saint-Front
103. Saint-Georges
104. Saint-Gourson
105. Saint-Groux
106. Saint-Laurent-de-Céris
107. Saint-Martin-du-Clocher
108. Saint-Mary
109. Saint-Maurice-des-Lions
110. Saint-Quentin-sur-Charente
111. Saint-Sulpice-de-Ruffec
112. Salles-de-Villefagnan
113. Saulgond
114. Sauvagnac
115. Souvigné
116. Suaux
117. La Tâche
118. Taizé-Aizie
119. Terres-de-Haute-Charente
120. Theil-Rabier
121. Tourriers
122. Turgon
123. Tusson
124. Val-de-Bonnieure
125. Valence
126. Vars
127. Ventouse
128. Verdille
129. Verneuil
130. Verteuil-sur-Charente
131. Vervant
132. Le Vieux-Cérier
133. Vieux-Ruffec
134. Villefagnan
135. Villejoubert
136. Villiers-le-Roux
137. Villognon
138. Vitrac-Saint-Vincent
139. Vouharte
140. Xambes

## Géographie

### La configuration géographique
L'arrondissement de Confolens occupe toute la partie septentrionale de la Charente. Au sud, il est limitrophe de l'arrondissement d'Angoulême et, au sud-ouest, de celui de Cognac.
Cet arrondissement a la particularité géographique de voisiner avec cinq départements et trois régions. 
Tout d'abord, il est limitrophe de la Charente-Maritime, à l'ouest, via l'arrondissement de Saint-Jean-d'Angély, il confine, au nord-ouest, avec les Deux-Sèvres via l'arrondissement de Niort et, au nord, avec la Vienne via l'arrondissement de Montmorillon. 
À l'est et au sud-est, il voisine avec le département de la Haute-Vienne, via les arrondissements de Limoges et de  Rochechouart. 
Enfin, il jouxte le département de la Dordogne sur une mince portion dans sa bordure sud-est, via l'arrondissement de Nontron.

### Le réseau hydrographique
L'arrondissement de Confolens est arrosé à l'est par la Vienne qui, à Confolens, reçoit les eaux du Goire, site de confluence à l'origine du nom d'une des plus petites sous-préfectures de Nouvelle-Aquitaine.
L'arrondissement est également arrosé, à l'est, puis à l'ouest, par la Charente qui y décrit un cours sinueux et capricieux. Il reçoit de nombreux affluents sur sa rive gauche, notamment d'amont en aval, le Son-Sonnette, la Bonnieure, la Tardoire et, sur sa rive droite, l'Aume. 
La  Charente, qui naît dans le département voisin de la Haute-Vienne à Chéronnac, à quelques kilomètres seulement du département, arrose en particulier Roumazières-Loubert et Ruffec, cette dernière étant la principale ville de cet arrondissement.

## Superficie

### La superficie de l'arrondissement
La superficie de l'arrondissement de Confolens est de 2 267,73 km2, ce qui en fait le plus étendu des trois arrondissements qui composent la Charente. Il occupe 38,1 % de la superficie totale du département, soit largement plus d'un tiers de la surface départementale.
Dans l'ancienne région administrative Poitou-Charentes - à laquelle appartenait le département de la Charente -, la superficie de l'arrondissement de Confolens le classe au troisième rang régional sur les 14 arrondissements, ce qui en fait l'un des plus étendus de la région.

### Liste des cantons et leur rang par superficie
| Rang | Canton                                              | Superficie | Nombre de communes |
| ---- | --------------------------------------------------- | ---------- | ------------------ |
| 1    | Confolens-Sud (*)                                   | 316,26 km2 | 11                 |
| 2    | Saint-Claud                                         | 277,55 km2 | 14                 |
| 3    | Mansle                                              | 242,13 km2 | 26                 |
| 4    | Chabanais                                           | 234,51 km2 | 11                 |
| 5    | Villefagnan                                         | 216,82 km2 | 20                 |
| 6    | Ruffec                                              | 215,27 km2 | 15                 |
| 7    | Montembœuf                                          | 203,55 km2 | 12                 |
| 8    | Aigre                                               | 197,33 km2 | 15                 |
| 9    | Confolens-Nord (*)                                  | 189,32 km2 | 8                  |
| 10   | Champagne-Mouton                                    | 156,03 km2 | 8                  |
| ...  | Commune de Confolens (deux fractions de canton) (*) | 18,96 km2  | 1                  |

(*) : Concernant les deux cantons de Confolens (Confolens-Nord et Confolens-Sud), la superficie cumulée - y compris la commune de Confolens - est de 524,54 km2 .
Le canton de Confolens-Sud avec 316,26 km2 est le plus étendu de l'arrondissement de Confolens, et également de tout le département de la Charente.
Parmi les cinq premiers cantons du département pour leur superficie, deux se situent dans l'arrondissement de Confolens.
L'arrondissement de Confolens s'illustre aussi par la présence de communes aux finages fort étendus. Ainsi, c'est dans cet arrondissement que se trouve la commune la plus étendue de tout le département de la Charente. Il s'agit de la commune de Nanteuil-en-Vallée, située dans le canton de Ruffec, et qui s'étend sur 68,85 km2.
La deuxième commune la plus étendue est celle de Saint-Maurice-des-Lions, située dans le canton de Confolens-Sud, elle a une superficie de 50,08 km2.
La troisième commune la plus étendue de la Charente est également située dans cet arrondissement avec Brigueuil (47,07 km2) dans le canton de Confolens-Sud.
Sur les dix plus grandes communes de la Charente par leur superficie, sept sont situées dans l'arrondissement de Confolens.
Il est à noter que le canton de Champagne-Mouton qui est le plus petit de l'arrondissement de Confolens est deux fois moins étendu que le premier, celui de Confolens-Sud.
Enfin, c'est dans cet arrondissement que se trouve le canton qui possède le plus grand nombre de communes de la Charente avec le canton de Mansle qui compte le nombre record de 26 communes.

## Démographie

### Évolution démographique
En 2022, l'arrondissement comptait 70 969 habitants.
| 1968   | 1975   | 1982   | 1990   | 1999   | 2006   | 2011   | 2016   | 2021   |
| ------ | ------ | ------ | ------ | ------ | ------ | ------ | ------ | ------ |
| 75 315 | 70 701 | 68 527 | 66 388 | 64 370 | 64 424 | 64 973 | 71 845 | 70 869 |

| 2022   | - | - | - | - | - | - | - | - |
| ------ | - | - | - | - | - | - | - | - |
| 70 969 | - | - | - | - | - | - | - | - |

### Une chute démographique inquiétante
L'arrondissement de Confolens fait apparaître une inquiétante évolution démographique de 1975 à 2006. 
Une dépopulation continuelle de 1975 à 1999
Cette évolution est tout d'abord caractérisée par une baisse continuelle de la population de 1975 à 1999, où dans cette courte période, l'arrondissement a perdu 6 331 habitants, soit presque un habitant sur dix ( - 9 % en variations relatives entre 1975 et 1999) alors que, dans le même temps, le département enregistrait une légère croissance démographique de 2 564 habitants.
D'ailleurs, la part de l'arrondissement de Confolens dans le département de la Charente n'a cessé de baisser dans cette même période, passant de 21 % en 1975 à 19 % en 1999, après être passée sous le seuil des 20 % en 1990 avec 19,4 %. 
La stagnation démographique de la période 1999-2006 : 
Cet arrondissement marque depuis 1999 une stagnation démographique enregistrant un petit solde positif de 54 habitants entre 1999 et 2006, mais cette amélioration ne doit pas faire illusion puisque la proportion dans la population départementale a encore diminué passant à 18,6 % en 2006.
Mais cette courte période qui pourrait faire croire à un arrêt de la chute démographique de l'arrondissement n'est en fait qu'un répit dans le processus quasi inexorable de la dépopulation de cet arrondissement. 
L'absence d'un véritable centre urbain capable d'influer fortement sur son arrondissement crée un véritable handicap pour la poursuite du développement économique et, de fait, démographique. Les petites villes comme Ruffec et Confolens ont peu d'atouts en main pour jouer ce rôle moteur au sein de cet arrondissement.

### Un arrondissement peu peuplé
L'arrondissement de Confolens est non seulement le moins peuplé de la Charente, mais il figure également parmi ceux qui sont les moins peuplés de la région Nouvelle-Aquitaine, avec les arrondissements de Saint-Jean-d'Angély, Jonzac et Parthenay.
C'est également un arrondissement dont la densité de population est particulièrement faible, enregistrant 28 hab/km2 en 2006, étant deux fois inférieure à celle du département de la Charente dont la densité est de 58 hab/km2. 
Dans cet arrondissement peu peuplé, aucun canton n'a une densité de population supérieure à celle du département qui, pour mémoire, est de 58 hab/km2. Le canton le plus densément peuplé ne franchit pas même le seuil des 50 hab/km2, celui de Ruffec atteignant seulement 41 hab/km2.
Six cantons sur les dix qui composent cet arrondissement ont une densité de population inférieure à celle de l'arrondissement (Villefagnan (26 hab/km2), Aigre (24 hab/km2), Confolens-Nord (24 hab/km2), Confolens-Sud (22 hab/km2), Montembœuf (19 hab/km2) et Champagne-Mouton (17 hab/km2)). Parmi ceux-ci, il est à noter que les deux derniers cantons enregistrent des densités de population inférieures à 20 hab/km2 et qui sont parmi les plus faibles de la Charente. 
Cet arrondissement présente un grand nombre d'aspects de la "diagonale du vide" (vieillissement démographique, solde naturel négatif, solde migratoire négatif, faible densité de population, rural profond, quasi absence de centre urbain ou présence de très petites villes) qui va de la Meuse jusqu'au Limousin et dont une de ses extrémités se prolonge vers le Centre-Ouest de la France. L'arrondissement de Confolens en fait totalement partie.

### Un arrondissement peu urbanisé
Ruffec et Confolens jouent le rôle de pôle urbain au sein de cet arrondissement dont ils se partagent les zones d'influence tandis que Chasseneuil-sur-Bonnieure et Roumazières-Loubert, qui recensent chacune plus de 2 000 habitants, exercent un rôle limité dans le canton de Saint-Claud auquel ils font partie.
Confolens exerce un rôle urbain très limité, étant du reste la plus petite sous-préfecture de l'ex-région Poitou-Charentes, tandis que Ruffec rayonne dans une faible partie de la vallée de la Charente où l'influence d'Angoulême est nettement ressentie.
Cet arrondissement, l'un des plus ruraux de la région, ne possède que quatre communes de plus de 2 000 habitants, ce sont en fait les quatre petits centres urbains précédemment nommés. Elles cumulent 11 917 habitants en 2006, soit seulement 18,5 % de la population de l'arrondissement, c'est-à-dire à peine 1 habitant sur 5 !
Les quatre communes de plus de 2 000 habitants de l'arrondissement de Confolens :
| Ville                     | Population en 2006 |
| ------------------------- | ------------------ |
| Ruffec                    | 3 614 hab.         |
| Chasseneuil-sur-Bonnieure | 2 894 hab.         |
| Confolens                 | 2 808 hab.         |
| Roumazières-Loubert       | 2 601 hab.         |

## Sous-préfets
| Période          | Période          | Identité            | Fonction précédente                                     | Observation                                                   |
| ---------------- | ---------------- | ------------------- | ------------------------------------------------------- | ------------------------------------------------------------- |
|                  |                  |                     |                                                         |                                                               |
| 8 janvier 1941   | 11 juillet 1942  | Pierre Dupuch       | Chef de Cabinet du Préfet de Saône-et-Loire             | Ce poste fait fonction de préfet pour la Charente non occupée |
|                  |                  |                     |                                                         |                                                               |
|                  | 10 juillet 1991  | Daniel Gandreau     | Conseiller de tribunal administratif                    |                                                               |
|                  | 29 juin 1993     | Jean-Jacques Moreau |                                                         |                                                               |
|                  |                  |                     |                                                         |                                                               |
| 23 août 1995     |                  | Martine Laquieze    | Conseiller de chambre régionale des comptes             |                                                               |
|                  |                  |                     |                                                         |                                                               |
| 26 août 2009     | 9 mai 2012       | Laurent Alaton      | Inspecteur hors classe de l'action sanitaire et sociale | Nommé sous-préfet de Saint-Laurent-du-Maroni                  |
|                  | 2 septembre 2015 | Murièle Boireau     |                                                         |                                                               |
| 2 septembre 2015 | 25 janvier 2018  | Jean-Paul Mosnier   |                                                         | Nommé sous-préfet hors cadre                                  |
| 7 mars 2018      |                  | Paul Chauleur       | Sous-préfet de Loches                                   |                                                               |